# Erik Christian Clemmensen
Erik Christian Clemmensen (Odense, 1876 – 21 maggio 1941) è stato un chimico danese noto per aver sviluppato la reazione omonima.

## Biografia
Nato a Odense, in Danimarca, studiò al Politecnico di Copenaghen. Nel 1900 emigrò negli Stati Uniti, lavorando nell'industria farmaceutica.
Nel 1913 scoprì una reazione che permetteva di trasformare un gruppo carbonilico (>C=O) in un gruppo metdiilico (-CH2-) operando in amalgama di zinco e acido cloridrico concentrato; per questo ricevette un PhD dall'Università di Copenaghen.
Nel 1914 fondò la Commonwealth Chemical Corporation, acquisita nel 1929, dopo un incendio, dalla Monsanto.
Nel 1933 fondò invece la Clemmensen Chemical Corporation.